# Keisuke Kurouji
Keisuke Kurouji (født 6. april 1991) er en japansk tidligere professionel fodboldspiller.
Han har spillet for flere forskellige klubber i sin karriere, herunder YSCC Yokohama.